# CONCACAF Beach Soccer Championship 2011
L’CONCACAF Beach Soccer Championship 2011 è la 4ª edizione di questo torneo.

## Squadre partecipanti
Di seguito le 8 squadre partecipanti.
- Canada
- Messico
- Stati Uniti
- Costa Rica
- El Salvador
- Guatemala
- Bahamas
- Giamaica

## Fase a gironi
Di seguito la fase a gironi.

### Girone A
| Team        | G | V | V+ | P | GF | GS | +/- | P |
| ----------- | - | - | -- | - | -- | -- | --- | - |
| El Salvador | 3 | 2 | 1  | 0 | 19 | 14 | +5  | 8 |
| Messico     | 3 | 2 | 0  | 1 | 9  | 6  | +3  | 6 |
| Canada      | 3 | 1 | 0  | 2 | 8  | 12 | -4  | 3 |
| Giamaica    | 3 | 0 | 0  | 3 | 13 | 17 | -4  | 0 |

| Squadra 1   | Risultato     | Squadra 2 |
| ----------- | ------------- | --------- |
| El Salvador | 6-3           | Canada    |
| Messico     | 3-2           | Giamaica  |
| El Salvador | 10-8          | Giamaica  |
| Messico     | 3-1           | Canada    |
| Canada      | 4-3           | Giamaica  |
| El Salvador | 3-3 (1-0 dcr) | Messico   |

### Girone B
| Team        | G | V | V+ | P | GF | GS | +/- | P |
| ----------- | - | - | -- | - | -- | -- | --- | - |
| Stati Uniti | 3 | 2 | 1  | 0 | 15 | 8  | +7  | 8 |
| Costa Rica  | 3 | 2 | 0  | 1 | 13 | 7  | +6  | 6 |
| Guatemala   | 3 | 1 | 0  | 2 | 11 | 16 | -5  | 3 |
| Bahamas     | 3 | 0 | 0  | 3 | 10 | 18 | -8  | 0 |

| Squadra 1   | Risultato     | Squadra 2  |
| ----------- | ------------- | ---------- |
| Costa Rica  | 5-2           | Bahamas    |
| Stati Uniti | 6-2           | Guatemala  |
| Costa Rica  | 5-2           | Guatemala  |
| Stati Uniti | 6-3           | Bahamas    |
| Guatemala   | 7-5           | Bahamas    |
| Stati Uniti | 3-3 (1-0 dcr) | Costa Rica |

## Finali

### Semifinali
| Squadra 1   | Risultato     | Squadra 2   |
| ----------- | ------------- | ----------- |
| El Salvador | 3-3 (2-1 dcr) | Costa Rica  |
| Messico     | 1-0 (1-0 dcr) | Stati Uniti |

### Finale 3º-4º posto
| Squadra 1   | Risultato | Squadra 2  |
| ----------- | --------- | ---------- |
| Stati Uniti | 7-5       | Costa Rica |

### Finale
| Squadra 1 | Risultato | Squadra 2   |
| --------- | --------- | ----------- |
| Messico   | 5-3       | El Salvador |

## Classifica Finale
Queste le posizioni nel dettaglio.
| Pos | Team        |
| --- | ----------- |
| 1   | Messico     |
| 2   | El Salvador |
| 3   | Stati Uniti |
| 4   | Costa Rica  |
| 5   | Canada      |
| 6   | Guatemala   |
| 7   | Giamaica    |
| 8   | Bahamas     |